# Кардинское (Тутаевский район)
Кардинское — деревня в Тутаевском районе Ярославской области России. В рамках организации местного самоуправления входит в Левобережное сельское поселение, в рамках административно-территориального устройства — относится к Борисоглебскому сельскому округу.

## География
Расположена на берегу реки Песохоть в 14 километрах к северу от райцентра города Тутаева.

## История
Церковь в селе была построена в 1760 году на средства помещицы Тарбеевой, в ней было три престола: Казанской Божьей Матери, Святителя Алексия Митрополита Московского и Святителя и Чудотворца Николая. 
В конце XIX — начале XX века село входило в состав Понгиловской волости Романово-Борисоглебского уезда Ярославской губернии.
С 1929 года деревня являлась центром Кардинского сельсовета Тутаевского района, с 1954 года — в составе Усольцевского сельсовета, с 1959 года — в составе Борисоглебского сельсовета, с 2005 года — в составе Левобережного сельского поселения.

## Население
| 1859 | 1914 | 2002 | 2007 | 2010 |
| ---- | ---- | ---- | ---- | ---- |
| 27   | ↗40  | ↘31  | ↘29  | ↘23  |